# Пестерєв Олексій Іванович
Олексій Іванович Пестерєв (1910, с. Мурочі, Забайкальська область — 1991, Київ) — радянський військовий. У роки німецько-радянської війни — командир батальйону 932-го стрілецького полку 252-ї стрілецької дивізії, старший лейтенант. Герой Радянського Союзу.

## Біографія
Народився 1910 року в селі Мурочі Троїцькосавського повіту Забайкальської області (нині село в Кяхтинському районі Бурятії).
Закінчив початкову школу. Працював у колгоспі.
1933 року переїхав до села (зараз — місто) Усть-Кут Іркутської області. Працював чорноробом на будівництві. З 1939 року — інструктор відділу кадрів Усть-Кутського райкому партії. Член ВКП(б)/КПРС з 1939 року.
Призваний до армії в червні 1941 року. Служив на посаді політрука роти у 770-му стрілецькому полку 209-ї стрілецької дивізії в Забайкальському військовому окрузі.
З січня 1944 року воював на фронтах Великої Вітчизняної війни на посаді командира роти 932-го стрілецького полку 252-ї стрілецької дивізії, потім заступником командира і виконуючим посаду командира батальйону того ж полку.
У березні 1945 року, отримавши дозвіл першим форсувати Дунай, лейтенант Пестерєв під сильним вогнем противника переправив батальйон через річку, захопив плацдарм і почав його розширювати. Бійці навіть за відсутності протитанкових засобів не лише відбили всі атаки, але, прорвавши оборону, увійшли до чехословацького міста Комарно[джерело?]. За мужність, виявлену у боях у Дунаю, 15 травня 1946 року Олексію Пестерєву було присвоєно звання Героя Радянського Союзу.
Після війни працював на заводі у місті Свірську Іркутської області. У 1955 році переїхав до Кіровограда (УСРР). З кінця 1980-х років жив у Києві.
Помер 9 вересня 1991 року. Похований у Києві на Берковецькому цвинтарі.

## Нагороди

### СРСР
- Зірка Героя Радянського Союзу
- орден Леніна
- орден Вітчизняної війни І ступеня
- орден Вітчизняної війни II ступеня
- орден Червоної Зірки
- медалі

### Інших держав
- «Легіон Заслуг» США (1945)